# 小行星2117
小行星2117（2117 Danmark）是一颗绕太阳运转的小行星，为主小行星带小行星。该小行星于1978年1月9日发现。
該小行星以北歐國家丹麥命名。

## 轨道参数
小行星2117的轨道半长轴为2.8691588 UA，离心率为0.072。